# Ингилойский диалект
Ингилойский диалект — один из диалектов грузинского языка. Распространён среди ингилойцев, проживающих, преимущественно, в Азербайджане. Распадается на два субдиалекта — северный (он же алиабадский; Белоканский и Закатальский районы) и южный (он же кахский; Кахский район). Носители северного диалекта преимущественно мусульмане, южного — преимущественно христиане.

## Особенности
Из-за того, что этот диалект был на протяжении истории довольно обособлен от остальных областей распространения грузинского языка, в нём появились некоторые лингвистические особенности: например, с лексической стороны в нём до сих пор присутствуют слова, соответствующие словам древнегрузинского языка, а в его письменности есть буква ჲ (рус. й). Помимо 5 основных гласных литературного грузинского (ა: a, ე: e, ი: i, ო: o, უ: u), в диалекте также присутствуют гласные переднего ряда ო̈ ö и უ̈ ü, которые в некоторых словах заменяют исходный звук, например:
| Язык (диалект) | (рус. шесть)  | (рус. мука)     |
| -------------- | ------------- | --------------- |
| Грузинский     | ექვსი (ekvsi) | ფქვილი (pkvili) |
| Ингилойский    | ო̈ქსი (öksi)   | ფქუ̈ლი (pküli)   |

При этом в диалекте отсутствует согласный звук ძ dz, который может заменяться на ზ z, например:
| Язык (диалект) | (рус. собака)  | (рус. нить)  | (рус. брат) |
| -------------- | -------------- | ------------ | ----------- |
| Грузинский     | ძაღლი (dzağli) | ძაფი (dzapi) | ძმა (dzma)  |
| Ингилойский    | ზაღლი (zağli)  | ზაფი (zapi)  | ზმა (zma)   |

Лексика ингилойского диалекта испытала влияние азербайджанского языка, а фонетика и морфология — азербайджанского и аварского языков.

### Система счисления
Как носители диалекта грузинского языка ингилойцы применяют двадцатеричную систему счисления для обозначения чисел от 30 до 99 и систему для чисел от 80 до 99, схожую с той, что есть во французском и баскском языках. От грузинского отличается только произношение некоторых числительных.
| 0         | 1         | 2       | 3         | 4         | 5         | 6           | 7           | 8         | 9         | 10      | 20      | 100     | 106             | 109               |
| --------- | --------- | ------- | --------- | --------- | --------- | ----------- | ----------- | --------- | --------- | ------- | ------- | ------- | --------------- | ----------------- |
| ნული нули | ერთი эрти | ორი ори | სამი сами | ოთხი отхи | ხუთი хути | ექვსი эквси | შვიდი швиди | რვა рва   | ცხრა цхра | ათი ати | ოცი оци | ასი аси | მილიონი милиони | მილიარდი милиарди |
| ნოლი ноли | ერთი эрти | ორი ори | სამი сами | ოთხი отхи | ხუთი хути | ო̈ქსი ’ёкси  | შუ̈დი шюди   | რუვა рува | ცხრა цхра | ათი ати | ოცი оци | ასი аси | მილიონი милиони | მილიარდი милиарди |

| 11                | 12              | 13            | 14                | 15                | 16                  | 17                | 18                                      | 19                |
| ----------------- | --------------- | ------------- | ----------------- | ----------------- | ------------------- | ----------------- | --------------------------------------- | ----------------- |
| თერთმეტი тертмети | თორმეტი тормети | ცამეტი цамети | თოთხმეტი тотхмети | თხუთმეტი тхутмети | თექვსმეტი теквсмети | ჩვიდმეტი чвидмети | თვრამეტი тврамети                       | ცხრამეტი цхрамети |
| თერთმეტი тертмети | თორმეტი тормети | ცამეტი цамети | თოთხმეტი тотхмети | ხუთმეტი хутмети   | თო̈ქვსმეტი тёквсмети | შუ̈დმეტი шюдмети   | თვრამეტი тврамети или რუვამეტი рувамети | ცხრამეტი цхрамети |

## Письменность
В середине 2010-х годов в Азербайджане для записи ингилойского диалекта был разработан алфавит на латинской графической основе.
Таблица соответствия алфавитов:
| Лат.  | Мх. |       | Лат. | Мх.   |   | Лат.  | Мх. |     | Лат. | Мх. |  | Лат. | Мх. |
| ----- | --- | ----- | ---- | ----- | - | ----- | --- | --- | ---- | --- |  | ---- | --- |
| A a   | ა   |       | H h  | ჰ     |   | L l   | ლ   |     | S s  | ს   |  | V v  | ვ   |
| B b   | ბ   | X x   | ხ    | M m   | მ | Ş ş   | შ   | Y y | ჲ    |     |  |      |     |
| Ç ç   | ჩ   | X' x' | ჴ    | N n   | ნ | T t   | თ   | Z z | ზ    |     |  |      |     |
| Ç’ ç’ | ჭ   | İ i   | ი    | O o   | ო | T' t' | ტ   |     |      |     |  |      |     |
| D d   | დ   | J j   | ჟ    | Ö ö   | ო̈ | Ts ts | ც   |     |      |     |  |      |     |
| E e   | ე   | K k   | ქ    | P p   | ფ | S' s' | წ   |     |      |     |  |      |     |
| G g   | გ   | Q q   | კ    | P' p' | პ | U u   | უ   |     |      |     |  |      |     |
| Ğ ğ   | ღ   | Q' q' | ყ    | R r   | რ | Ü ü   | უ̈   |     |      |     |  |      |     |

Факультативно также используются буквы C c (ჯ), Ә ә (ე̈), I ı (ი̈), F f (ჶ), Dz (ძ). В некоторых версиях алфавита вместо Q q употребляется знак K' k'.